# 利沃夫足球會
利沃夫足球會（烏克蘭語：Професійний футбольний клуб „Львів“）是一支位於烏克蘭利沃夫的職業足球會，成立於2006年，曾於2012年至2016年期間短暫解散。

## 外部連結
- 官方网站 （乌克兰語）